# Cryptocephalus renatae
Cryptocephalus renatae es una especie de insecto coleóptero de la familia Chrysomelidae.
Fue descrita científicamente en 2001 por Sassi.